# Yoro (stad)
Yoro is een stad en gemeente (gemeentecode 1801) in Honduras. Het is de hoofdstad van het gelijknamige departement. De geschiedenis van de stad gaat terug tot de 18e eeuw. Yoro is uitgegroeid tot een stad met meer dan 90.000 inwoners en een dichtheid van veertig inwoners per vierkante kilometer.

## Bevolking
De bevolking is als volgt verdeeld:
| Vrouwen | 45.732 | 49,8% |
| Mannen  | 46.019 | 50,2% |

## Dorpen
De gemeente bestaat uit negentien dorpen (aldea), waarvan de grootste qua inwoneraantal: Yoro  (code 180101), Guare (180104) en Locomapa No 1 (180112).

## Geboren
- Anthony Lozano (1993), voetballer